# (2024) McLaughlin
(2024) McLaughlin (1952 UR) – planetoida z pasa głównego asteroid okrążająca Słońce w ciągu 3,55 lat w średniej odległości 2,33 au. Odkryta 23 października 1952 roku.